# 24 Heures de Spa 2015
Navigation
Édition précédente Édition suivante
Les 24 Heures de Spa 2015 (2015 Total 24 Hours of Spa), disputées les 25 juillet 2015 et 26 juillet 2015 sur le Circuit de Spa-Francorchamps, sont la soixante-septième édition de cette épreuve. La course faisait partie de la Blancpain Endurance Series 2015.

## Course

### Classement de la course
Les voitures ne parcourant pas 70% de la distance du gagnant sont non classées (NC).